# Copa del Generalísimo de baloncesto 1953
La Copa del Generalísimo de baloncesto o el Campeonato de España 1953 fue la número 17.º, donde su final se disputó en el Pista del Colegio San José de Valladolid el 31 de mayo de 1953.

## Copa Federación Española de Baloncesto
Se jugó una fase preliminar en la que 18 campeones provinciales disputaron cuatro liguillas clasificatorias en Ceuta, San Sebastián, Alicante y Salamanca, cuyos respectivos vencedores fueron UA Ceutí, Solvay, Ciudad Jardín y Club Campo de Tiro. Estos cuatro equipos se concentraron en Madrid para disputar la Copa Federación Española de Baloncesto. Todos los partidos se disputan en el Frontón Fiesta Alegre. Los dos primeros acceden a la Copa FEB, junto con otros seis campeones provinciales, divididos en dos grupos. Los partidos se disputaron del 10 de abril al 12 de abril.
| Pos. | Equipo             | PJ | G | P | PF  | PC  | DP  | Pts | Clasificación        |   | CEU | SOL   | CJA   | CTI   |
| ---- | ------------------ | -- | - | - | --- | --- | --- | --- | -------------------- | - | --- | ----- | ----- | ----- |
| 1    | UA Ceutí           | 3  | 3 | 0 | 102 | 88  | +14 | 6   | Acceso a la Copa FEB |   | —   | 32–31 | 28–27 | 42–30 |
| 2    | Solvay             | 3  | 2 | 1 | 112 | 86  | +26 | 5   | Acceso a la Copa FEB |   | –   | —     | 40–24 | 41–30 |
| 3    | Ciudad Jardín      | 3  | 1 | 2 | 85  | 95  | −10 | 4   |                      |   | –   | –     | —     | 34–27 |
| 4    | Club Campo de Tiro | 3  | 0 | 3 | 87  | 117 | −30 | 3   |                      | – | –   | –     | —     |       |

 Fuente: Linguasport

## Copa FEB
Todos los partidos se disputan en el Frontón “Fiesta Alegre” de Madrid. Los dos primeros acceden a la Fase Previa. Los campeones de estos dos grupos de la Copa FEB acceden al Campeonato de España junto con los mejores equipos de los torneos regionales de Madrid y Cataluña. Los partidos se disputaron del 17 de abril al 19 de abril.
Nota: Debido a la irregularidad del calendario en esta fase no han sido rescatados todos los resultados de dicha fase, en caso de no haber sido rescatado se indicará con ND (No Determinado).

### Grupo I (Valencia)
| Pos. | Equipo           | PJ | G | P | PF | PC | DP  | Pts | Clasificación           |   | ESP   | HIS | CMP   | CEU   |
| ---- | ---------------- | -- | - | - | -- | -- | --- | --- | ----------------------- | - | ----- | --- | ----- | ----- |
| 1    | Español FJ       | 2  | 2 | 0 | 92 | 38 | +54 | 4   | Acceso a la Fase previa |   | —     | ND  | 40–18 | 52–20 |
| 2    | CD Hispania      | 2  | 1 | 1 | 76 | 77 | −1  | 3   |                         |   | –     | —   | –     | 40–35 |
| 3    | CM Pedro Cerbuna | 2  | 1 | 1 | 60 | 76 | −16 | 3   |                         | – | 42–36 | —   | ND    |       |
| 4    | UA Ceutí         | 2  | 0 | 2 | 55 | 92 | −37 | 2   |                         | – | –     | –   | —     |       |

 Fuente: Linguasport
Notas:
1. 1 2 3 4  Se desconoce la clasificación final, simplemente se sabe que el primero fue el Español FJ.

### Grupo II (Ferrol)
Los partidos se jugaron en el Gimnasio de la E.N. Bazán de Ferrol entre los días 17 y 19 de abril.
| Pos. | Equipo          | PJ | G | P | PF  | PC  | DP  | Pts | Clasificación           |   | BAZ | COV   | VAL   | SOL   |
| ---- | --------------- | -- | - | - | --- | --- | --- | --- | ----------------------- | - | --- | ----- | ----- | ----- |
| 1    | EN Bazán Ferrol | 3  | 3 | 0 | 213 | 129 | +84 | 6   | Acceso a la Fase previa |   | —   | 40-28 | 74-55 | 99-46 |
| 2    | GC Covadonga    | 3  | 1 | 2 | 132 | 125 | +7  | 4   |                         |   | –   | —     | 51-52 | 53-33 |
| 3    | SEU Valladolid  | 3  | 2 | 1 | 159 | 162 | −3  | 5   |                         | – | –   | —     | 52-37 |       |
| 4    | Solvay          | 3  | 0 | 3 | 116 | 204 | −88 | 3   |                         | – | –   | –     | —     |       |

 Fuente: [biblioteca.galiciana.galhttps://biblioteca.galiciana.gal/gl/consulta/registro.do?id=9800]

## Fase previa
Los dos mejores de cada grupo avanzan a las semifinales. Los partidos se disputaron del 1 de mayo al 5 de mayo.

### Grupo I (Barcelona)
| Pos. | Equipo                    | PJ | G | P | PF  | PC  | DP  | Pts | Clasificación            |   | JUV   | BAR   | ESP   | EFJ   |
| ---- | ------------------------- | -- | - | - | --- | --- | --- | --- | ------------------------ | - | ----- | ----- | ----- | ----- |
| 1    | Club Juventud de Badalona | 3  | 2 | 1 | 171 | 127 | +44 | 5   | Acceso a las Semifinales |   | —     | 56–44 | –     | 70–29 |
| 2    | CF Barcelona              | 3  | 2 | 1 | 146 | 130 | +16 | 5   | Acceso a las Semifinales |   | –     | —     | 62–51 | 40–23 |
| 3    | RCD Español               | 3  | 2 | 1 | 151 | 150 | +1  | 5   |                          |   | 54–45 | –     | —     | 46–43 |
| 4    | Español FJ                | 3  | 0 | 3 | 95  | 156 | −61 | 3   |                          | – | –     | –     | —     |       |

 Fuente: Linguasport

### Grupo II (Madrid)
| Pos. | Equipo                  | PJ | G | P | PF  | PC  | DP  | Pts | Clasificación           |   | RMA | CAM   | EST   | BAZ   |
| ---- | ----------------------- | -- | - | - | --- | --- | --- | --- | ----------------------- | - | --- | ----- | ----- | ----- |
| 1    | Real Madrid CF          | 3  | 3 | 0 | 197 | 142 | +55 | 6   | Acceso a la Semifinales |   | —   | 75–37 | 48–42 | 74–63 |
| 2    | Club Atlético de Madrid | 3  | 2 | 1 | 179 | 185 | −6  | 5   | Acceso a la Semifinales |   | –   | —     | 67–60 | 75–50 |
| 3    | CB Estudiantes          | 3  | 1 | 2 | 197 | 189 | +8  | 4   |                         |   | –   | –     | —     | 95–74 |
| 4    | EN Bazán                | 3  | 0 | 3 | 187 | 244 | −57 | 3   |                         | – | –   | –     | —     |       |

 Fuente: Linguasport

## Semifinales
Al mejor de 3 partidos. Los primeros partidos fueron el 17 de mayo, los segundos el 24 de mayo y los terceros el 26 de mayo.
| Equipo 1       | Series | Equipo 2                  | 1.er partido | 2.º partido | 3.er partido |
| -------------- | ------ | ------------------------- | ------------ | ----------- | ------------ |
| CF Barcelona   | 1–2    | Club Juventud de Badalona | 46–38        | 33–66       | 53–58        |
| Real Madrid CF | 2–0    | Club Atlético de Madrid   | 74–56        | 67–50       | –            |

## Final
| 31 de mayo de 1953, 12:00 | Club Juventud de Badalona          | 41–39                              | Real Madrid CF                     |                                                                                            |  |
| 12:0 GTM+1                | Marcador por tiempos: 16–17, 25–22 | Marcador por tiempos: 16–17, 25–22 | Marcador por tiempos: 16–17, 25–22 |                                                                                            |  |
|                           | Estadísticas Andreu Oller 10       | Pts                                | Estadísticas Ignacio Pinedo 13     | Pabellón: Pista del Colegio San José, Valladolid Árbitros: Luciano Sánchez Martínez Gombao |  |

| Campeón de la Copa del Generalísimo 1953 |
| ---------------------------------------- |
| Club Juventud de Badalona 2.º título     |